# Attentat de Yayha Khail
L'attentat de Yayha Khail est commis le 23 novembre 2014 lors de la guerre d'Afghanistan.

## Déroulement
L'attaque a lieu le 23 novembre 2014, dans le district de Yayha Khail, situé dans la province de Paktîkâ. Ce jour-là, un match de volley-ball en plein air entre trois districts avait attiré une foule importante. Un kamikaze s'élance alors avec une moto au milieu de la foule, il descend ensuite de son engin et se fait exploser,,.
L'attentat fait 57 morts et une soixantaine de blessés selon Attaullah Fazli, vice-gouverneur de la province. De nombreux enfants figurent parmi les victimes ainsi que plusieurs policiers. Il s'agit de l'attentat le plus meurtrier en Afghanistan depuis décembre 2011,.
Les services de renseignement afghans accusent aussitôt le Réseau Haqqani d'être responsable de l'attaque. Le Réseau Haqqani revendique effectivement l'attentat le lendemain.